# Peter González
Peter Federico González Carmona (* 25. Juli 2002 in Madrid) ist ein spanisch-dominikanischer Fußballspieler, der aktuell als Leihspieler von Real Madrid beim FC Getafe spielt. Er ist ehemaliger Jugendnationalspieler der Dominikanischen Republik, dem Heimatland seiner Eltern.

## Karriere

### Verein
Der in Madrid geborene Peter González begann bei Getafe Olímpico im Vorort Getafe mit dem Fußballspielen und wechselte über Ciudad Getafe 2015 zu Real Madrid. Bei Real durchlief er die Jugendteams und wurde 2020 in Reals Madrids Reserveteam befördert. Er spielte das erste Mal für das Reserveteam am 25. Oktober 2020 bei einem Spiel gegen den FC Getafe B in der dritthöchsten Spielklasse. Sein erstes Tor erzielte er einige Monate später am 7. Februar 2021 bei einer 1:2-Auswärtsniederlage bei Atlético Baleares. Er stieg mit dem Reserveteam in die Segunda División auf und kam außerdem in der UEFA Youth League für Real zum Einsatz. Sein erstes Ligaspiel in der Primera División für die A-Mannschaft von Real absolvierte Peter González beim 2:1 gegen Athletic Bilbao am 22. Dezember 2021, als er in der 86. Spielminute für Eden Hazard eingewechselt wurde.
Im Januar 2024 wurde er an den FC Valencia verliehen. In der zweiten Hälfte der Saison 23/24 kam González 15-mal in der Primera División zum Einsatz. Nach dem Ende der Saison wechselte er im Rahmen eines erneuten Leihgeschäfts zum FC Getafe.

### Nationalmannschaft
Er wurde als Sohn dominikanischer Eltern in Spanien geboren und vertrat die U15-Auswahl der Dominikanischen Republik bei der U15-Karibikmeisterschaft, wo er in drei Spielen ein Tor erzielte. 2024 gehörte er dem Kader der dominikanischen Nationalmannschaft bei den Olympischen Sommerspielen an und bestritt dort alle drei Partien, ehe die Mannschaft aus dem olympischen Fußballturnier ausschied.

## Erfolge
- Spanischer Meister: 2022
- UEFA-Youth-League-Sieger: 2020